# Liste der Staatsoberhäupter 59
Übersicht
◄◄ | ◄ | 55 | 56 | 57 | 58 | Liste der Staatsoberhäupter 59 | 60 | 61 | 62 | 63 | ► | ►►

Weitere Ereignisse

## Afrika
- Aksumitisches Reich
  - König: s. Aksumitisches Reich

- Reich von Kusch
  - vgl. Liste der Könige von Nubien#Meroitische Periode

- Römisches Reich
  - Provincia Romana Aegyptus
    - Präfekt: Tiberius Claudius Balbillus (55–59)

## Asien
- Armenien
  - König: Trdat I. (54–60)

- China
  - Kaiser: Han Mingdi (57–75)

- Iberien (Kartlien)
  - König: Mirdat I. (58–106)

- Indien
  - Indo-Parthisches Königreich
    - König: Abdagases I. (50–65)

  - Shatavahana
    - König: vgl. Liste der Herrscher von Shatavahana

- Japan (Legendäre Kaiser)
  - Kaiser: Suinin (29 v. Chr.–70)

- Judäa
  - König: Herodes Agrippa II. (50–70)

- Kleinarmenien
  - König: Aristobulos (54–72)

- Kommagene
  - König: Antiochos IV. (38–72)

- Korea
  - Baekje
    - König: Daru (29–77)

  - Gaya
    - König: Suro (42–199?)

  - Goguryeo
    - König:Gukjo (53–??)

  - Silla
    - König: Talhae (57–80)

- Kuschana
  - König: Kujula Kadphises (30–80)

- Nabataea
  - König: Malichus II. (Maliku) (40–70)

- Osrhoene
  - König: Ma'nu VI. (57–71)

- Partherreich
  - Schah (Großkönig):Vologaeses I. (51–76/80)

- Pontos
  - König: Polemon II. (38–64)

- Römisches Reich
  - Provincia Romana Asia
    - Prokonsul: Messalla Vipstanus Gallus (59–60)

  - Provincia Romana Iudaea
    - Prokurator: Marcus Antonius Felix (52–60)
    - Hohepriester von Judäa: Ananias ben Nedebaios (47–59)
    - Hohepriester von Judäa: Ismael ben Phiabi (59–61)

  - Provincia Romana Syria
    - Präfekt: Gaius Ummidius Durmius Quadratus (50/51–59/60)
    - Präfekt: Gnaeus Domitius Corbulo (59/60–63)

## Europa
- Bosporanisches Reich
  - König: Kotys I. und Eunike (45/46–68/69)

- Römisches Reich
  - Kaiser: Nero (54–68)
    - Konsul: Gaius Vipstanus Apronianus (59)
    - Konsul: Gaius Fonteius Capito (59)
    - Suffektkonsul: Titus Sextius Africanus (59)
    - Suffektkonsul: Marcus Ostorius Scapula (59)

  - Provincia Romana Britannia
    - Legat: Gaius Suetonius Paulinus (58–61)